# منتخب السعودية تحت 19 سنة للكركيت
يمثل منتخب الكريكيت السعودي تحت 19 عامًا المملكة العربية السعودية في لعبة الكريكيت الدولية تحت 19 عامًا. كانت أول منافسة دولية للمملكة العربية السعودية على مستوى تحت 19 عامًا هي البطولة التي ينظمها مجلس الكريكيت الآسيوي (ACC) تحت 19عامًا في عام 2005م. بعد ذلك، في عام 2008، شاركوا في أول بطولة ينظمها المجلس الآسيوي لكأس التحدي الآسيوي تحت 19 عامًا، وقد نالوا كأس البطولة، متغلبين على مملكة بوتان في النهائيات. مما يعني أنهم تأهلوا لبطولة كأس النخبة تحت 19 عامًا التي نظمها المجلس عام 2009م والتي تعد حاليًا أحدث بطولاته.
يتولى مهمة تدريب المنتخب حاليًا منصور أختر؛ وهو لاعب كريكيت باكستاني سابق لعب في 19 تيست كريكت و41 لعبة كريكيت دولية لمدة يوم واحد من 1980م إلى 1990م.
تمر المملكة بفترة إعادة بناء، حيث يسعى المركز السعودي للكريكيت إلى إنشاء مجموعة أساسية جديدة من لاعبي الكريكيت عاليّ الجودة في مناطق التنمية الإقليمية الستة: جدة والرياض والدمام والمدينة المنورة وأبها وينبع. بعد الفوز مرتين في كأس التحدي الآسيوي تحت 19 سنة، وأحدها في عام 2008م آخرها في عام 2011م، تهدف المملكة إلى إنشاء مجموعة من اللاعبين يمكنهم الحفاظ على موقع المملكة العربية السعودية في أقسام النخبة في كل حدث من أحداث المجلس الآسيوي للكريكيت.

## التشكيلة الحالية للمنتخب
اختيرت التشكيلة التالية لبطولة آسيا للكريكيت وهي الأحدث حاليًا، وقد أسند الاتحاد الآسيوي للكريكيت مهمة استضافة وتنظيم بطولة كأس آسيا إلى الإمارات خلال الفترة من 13 وحتى 28 سبتمبر 2018:
- نوازيش جيزولي (القائد)
- عادل صديقي
- عبد الله رياض
- عبد الله وصي
- محمد عبد الرحمن
- أحمد بلدرف
- عمران جليل
- محمد نعيم
- محمد ياسين الدين
- محمد طه
- أسامة أحمد
- ريان أزهر
- سعود أحمد
- صهيب عاصم

## أحدث الإنجازات
- كأس التحدي الآسيوي تحت 19 سنة لعام 2011 الذي ينظمة المجلس الآسيوي للكريكيت.[3]